# Regéci Várhegy
Regéci Várhegy este o arie protejată (arie specială de conservare — SAC, sit de importanță comunitară — SCI) din Ungaria întinsă pe o suprafață de 245,68 ha, integral pe uscat.

## Localizare
Centrul sitului Regéci Várhegy este situat la coordonatele 48°22′44″N 21°20′17″E / 48.378889°N 21.338056°E.

## Înființare
Situl Regéci Várhegy a fost declarat sit de importanță comunitară în mai 2004 pentru a proteja 1 specie de plante și 7 specii de animale. Situl a fost protejat și ca arie specială de conservare în februarie 2010.

## Biodiversitate
Situată în ecoregiunea panonică, aria protejată conține 6 habitate naturale: Păduri de fag Asperulo-Fagetum, Păduri aluvionare cu Alnus glutinosa și Fraxinus excelsior (Alno-Padion, Alnion incanae, Salicion albae), Pajiști panonice carstice (Stipo-Festucetalia pallentis), Pante stâncoase silicioase cu vegetație casmofită, Păduri panonice cu Quercus petraea și Carpinus betulus, Fânețe montane.
La baza desemnării sitului se află mai multe specii protejate:
- plante (1): sisinei (Pulsatilla grandis)
- amfibieni (1): izvoraș-cu-burta-galbenă (Bombina variegata)
- mamifere (2): lupul (Canis lupus), râs eurasiatic (Lynx lynx)
- nevertebrate (4): Carabus zawadzkii, Cucujus cinnaberinus, fluturele de noapte (Eriogaster catax), rădașcă (Lucanus cervus)

Pe lângă speciile protejate, pe teritoriul sitului au mai fost identificate 2 specii de plante, 1 specie de amfibieni, 2 specii de mamifere, 1 specie de reptile.